# Древние славяне
Славя́не (древние славя́не, праславя́не; самоназвание: праслав. *slověne, ст.‑слав. словѣнє) — раннесредневековый народ, известный в греко-латинских источниках с VI века как склавины. По данным археологии, этническая общность сложилась не позднее второй половины IV века. Первой достоверно славянской (праславянской) археологической культурой, по мнению большинства археологов, является пражско-корчакская культура V—VII веков. Сохраняли этническое единство до конца 1-го тысячелетия н. э. Предположительно обладали общим самосознанием. Славянская группа народов образовалась в процессе расселения древних славян в VII—VIII веках н. э. Возникшие в результате этого народы сохранили сознание общности, что отражено в исторических памятниках (в Житиях Кирилла и Мефодия и «Повести временных лет» и др.), описаниях иностранцев и самоназваниях ряда славянских народов (словене, словаки, словенцы и др.).

## Происхождение

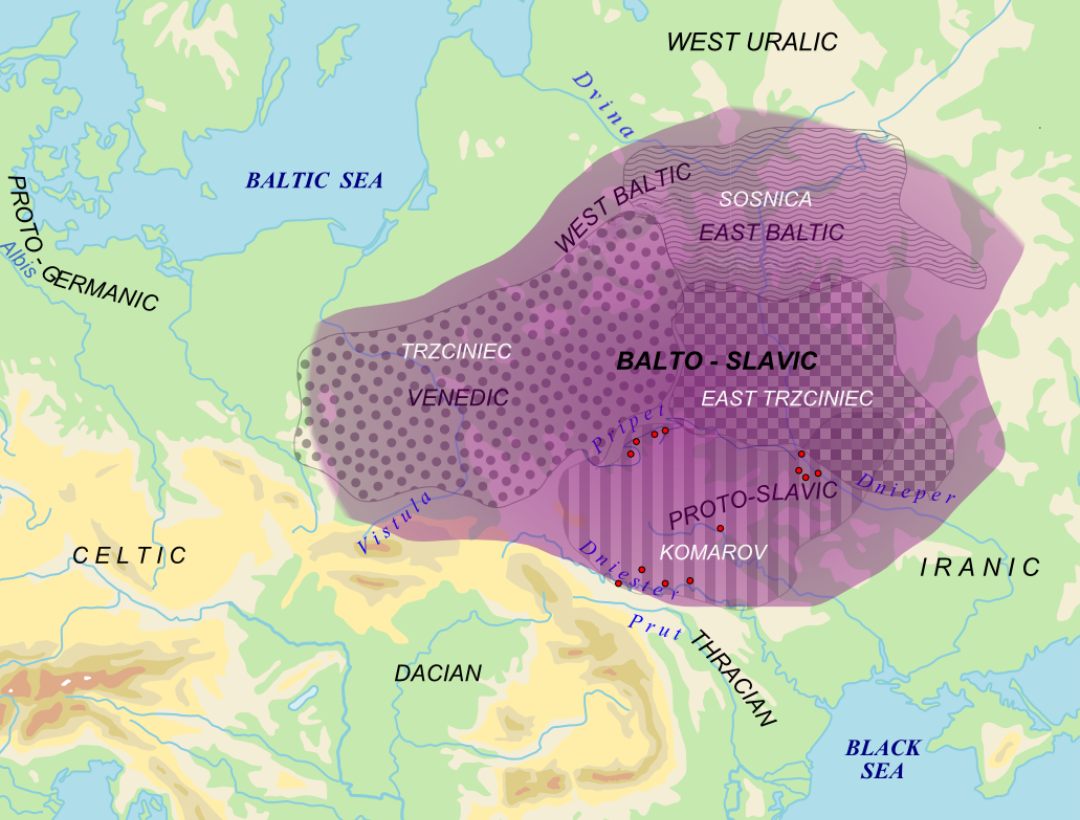
Область балто-славянского диалектного континуума (фиолетовый) с предполагаемой материальной культурой, соотносимой с носителями балто-славянского языка в бронзовом веке (белый). Красные точки — архаичные славянские гидронимы

Близость славянских языков при значительном современном ареале расселения славян и отсутствии у славян когда-либо политического единства, а также языковое сходство древнейших славянских письменных памятников (конец 1-го — начало 2-го тысячелетия) свидетельствуют об относительно компактной территории исходного проживания и позднем распаде славянской общности. Большинство исследователей, основываясь на данных исторического языкознания, письменных источников и археологии, считают, что древние славяне проживали в лесной и лесостепной зоне Центральной и Восточной Европы от реки Одер до Среднего Поднепровья и прилегающего Полесья. Учёные помещают прародину славян в пределах этой территории в Среднем Поднепровье, Полесье, Висло-Одерском регионе (польский лингвист, славист Т. Лер-Сплавиньский, Тадеуш, его последователи и др.), Северо-Восточном Прикарпатье (немецкий лингвист Ю. Удольф и др.), Среднее Подунавье (О. Н. Трубачёв) и др.

### Письменные свидетельства
Наиболее ранние упоминания (Плиний Старший, Тацит, Птолемей), вероятно связанные с этногенезом славян, предположительно, относятся к венедам. Первые достоверные упоминания славян читаются в письменных источниках V—VI веков, где они названы склавины, и, предположительно, анты и венеды, в частности, в трудах византийского дипломата и историка Приска Панийского и византийского писателя Прокопия Кесарийского. Приск, в 440-х годах участвовавший в византийском посольстве к правителю гуннов Аттиле в Среднее Подунавье, приводит слова, которые имеют ближайшие соответствия в славянских языках (напр., μέδος — medъ) и/или связываются преимущественно со славянскими традициями. О склавенах, как выделившемся из венедов самостоятельном этносе, писал готский историк Иордан в первой половине VI века:
от истока реки Вистулы на огромных пространствах обитает многочисленное племя венетов. Хотя теперь их названия меняются в зависимости от различных родов и мест обитания, преимущественно они все же называются славянами (склавенами) и антами.
Отождествление венедов (венетов) античных авторов со славянами не имеет никаких иных подтверждений, кроме указаний авторов V—VI веков, и рядом учёных термин «венеды» рассматривается как этникон (наименование по месту жительства), характерный для античной историографии, а не раннее название славян.
Русские летописи, включая древнерусский летописный свод начала XII века «Повесть временных лет», помещают родину славян на среднем (Норик) и нижнем Дунае, где их впервые зафиксировали византийские письменные источники.
Американский исследователь Флорин Курта писал о значении исторической реакции византийцев на вторжение славян. Византийские книжники «открыли» для себя славян, дали им «имя и место во всемирной истории». По мнению В. Я. Петрухина существенным является обстоятельство, что это имя (склавины) образовано от самоназвания славян; «сами они обрели, вопреки усилиям византийцев, и место в Греции».

### Лингвистические данные
Славянские языки имеют большое число сходств с балтскими, что объясняется происхождением славян и балтов от единой балто-славянской общности (в рамках индоевропейской) и/или длительными контактами славян и балтов. Заимствования в праславянском языке из иранских языков исследователи объясняют различными причинами: расширением на запад «скифо-сибирского мира», соседством славян с сарматами и/или народами позднескифской археологической общности. Влияние германских языков на праславянский и в обратном направлении, предположительно, было следствием экспансии некоторых германских объединений на восток. Некоторые особенности культуры и языка славян восходят к эпохе компактного проживания носителей индоевропейских языков.

### Археологические данные

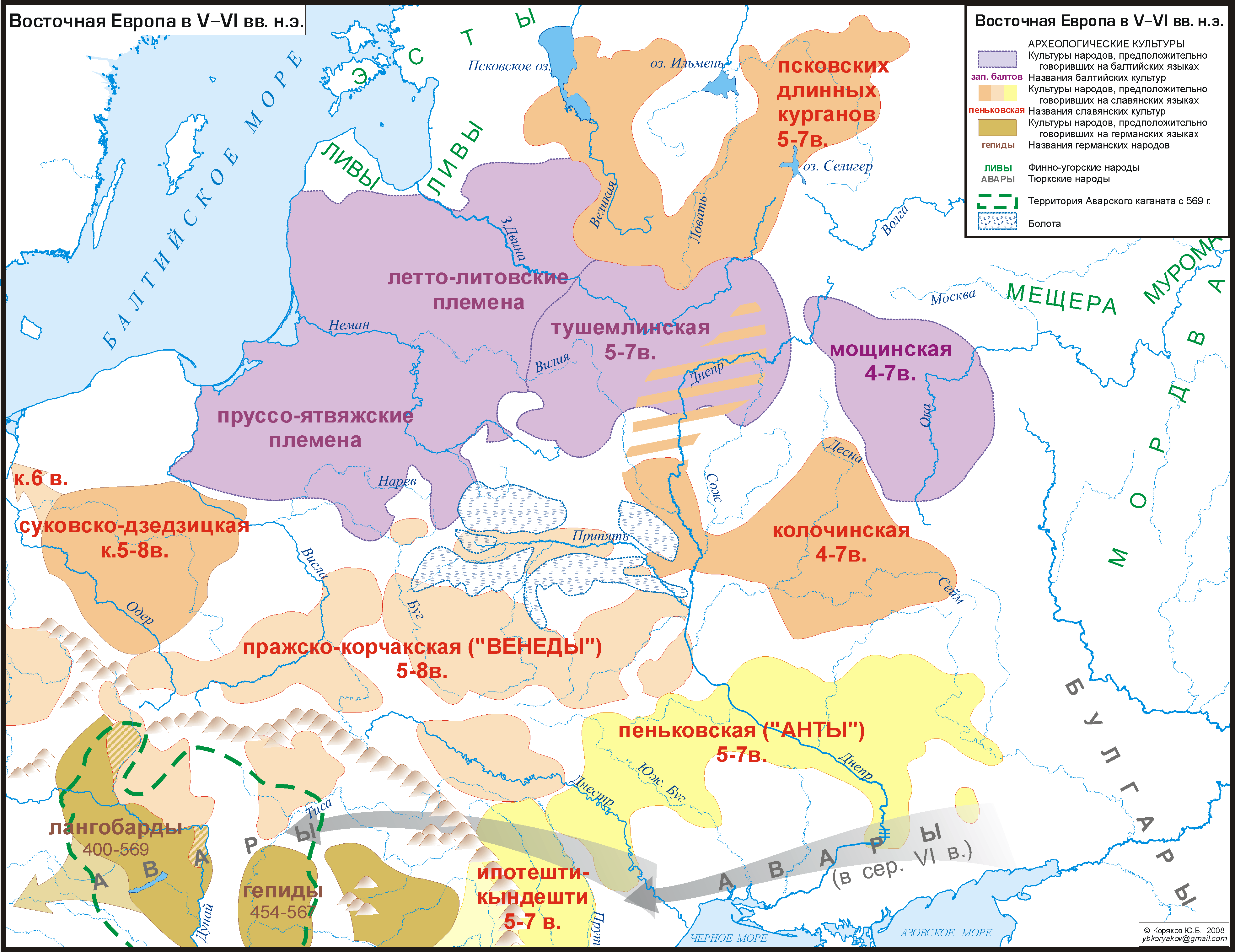
Карта балтских и славянских археологических культур V—VI веков

Преимущественно со склавинами соотносятся памятники VI—VII веков пражской культуры (включая суковско-дзедзицкий тип), ипотешти-кындештской группы и производных от них. Присутствие славян на части территории Балкан, отмеченное топонимией вплоть до Греции, археологически слабо подтверждено. С антами связывается пеньковская культура. Предположительно, с частью венедов и другими славянскими группами могут быть сопоставлены памятники V—VII веков типа верхних (поздних) слоёв тушемлинской культуры, культуры длинных курганов, колочинской культуры и др., а также некоторые памятники лесостепного Подонья (из группы Замятино — Чертовицкое, ряд пеньковских и колочинских памятников) и Поволжья (именьковская культура). Эти культуры восходят к памятникам первой половины 1-го тысячелетия киевской культуры и других групп, восходящих, в свою очередь к традициям зарубинецкой культуры (III / II век до н. э. — II век н. э.). К славянскому кругу ряд исследователей относят также часть носителей пшеворской культуры (II век до н. э. — IV век н. э.), памятников лимигантов, отдельные компоненты черняховской культуры (II—IV века) и др. Первой достоверно славянской (праславянской) археологической культурой, по мнению большинства археологов, является пражско-корчакская культура, объединяющая регионы славянского мира, которые в результате распада праславянской общности стали ареалами самостоятельных славянских этнолингвистических групп — южных, западных и восточных славян. Памятники пражской культуры получили распространение на Балканах и достигли Среднего Поднепровья.
Консенсус о пражско-корчакской культуре как самой ранней достоверно славянской сложился по причине того, что её датировка совпала с первыми достоверными письменными упоминаниями славян, а также из-за того, что прослеживается её археологическая связь с последующими достоверно славянскими культурами Средней и Восточной Европы, чего нельзя сказать о культурах, которые ей предшествовали — зарубинецкая в Верхнем Поднепровье, черняховской в Северном Причерноморье и др. Распространение пражско-корчакской культуры на больших территориях Центральной и Восточной Европы, от Эльбы и Дуная до Среднего Поднепровья, коррелирует со свидетельствами письменных источников о расселении славян, которое В. Н. Топоров и вслед за ним ряд других учёных называют демографическим взрывом.
Американский исследователь Флорин Курта считает роль пражской культуры преувеличенной, отмечая, в том числе, сравнительно позднее упоминание славян в Моравии и Чехии, которое было связано уже с их противостоянием государству Каролингов в IX веке. По мнению других учёных, пражская культура отражает этнокультурные процессы VI—VII веков, в том числе на территории Чехии и Моравии (Зденек Мержинский), а также в Нижнем Подунавье (И. П. Русанова). Предполагается также раннее, датируемое IV—V веками, распространение славянских древностей на территории Сербского Подунавья, но их связь с пражской культурой остаётся неясной.
Попытки связать происхождение пражской культуры с предшествующей и расположенной в другом ареале черняховской культурой не дали общепризнанных результатов. Хотя на памятниках пражской культуры находили фрагменты черняховской керамики, выполненной на гончарном круге, в целом исследователями отмечается архаизация культур, которые пришли на смену черняховской и другим провинциально-римским культурам на территории Средней и Восточной Европы. Эти культуры сохраняли «внешние» импульсы от дунайской границы Римской империи, включая форму и объёмы горшков, фибулы и др., однако утратили технологические достижения, заимствованные из античной культуры, такие как гончарный круг, производство стекла и др.
Нерешённой является проблема формирования пражской культуры, её история до VI века. Ранние памятники типа «Прага — Корчак» датированы гуннской эпохой, IV—V веками. Они изучаются в Полесье, представляющем собой архаическую зону славянского мира, в бассейнах Припяти, Днепра и Десны. Полесские болота связываются с описанием славянского быта готским историком Иорданом: «болота и леса заменяют им города». В рамках пражской культуры редко встречаются городища-убежища, расположенные в заболоченных местах. По мнению Курты, славянская идентичность сформировалась «в тени Юстиниановых крепостей, а не в припятских болотах», что вызывает возражения ряда других исследователей. Точку зрения Курты отчасти поддерживает Петрухин.
Предшественником пражской культуры некоторыми исследователями считается синхронная относительно черняховской киевская культура римской эпохи в Поднепровье. Она не демонстрирует связей ни с черняховской, ни с пражской культурами, но её ареал, который достигает киевского Поднепровья, вызывает у исследователей ассоциации с будущей Киевской Русью. Происхождение киевской культуры связано с распространением зарубинецкой культуры — позднезарубинецких памятников. Среди учёных продолжается полемика, являлись ли носители зарубинецкой культуры славянами или балтами. М. Б. Щукин считал их венетами, через территории которых и по её границам пробивались к пушному промыслу севера дружины Германариха.
Сменившая киевскую культуру в Поднепровье колочинская культура также является предметов споров, была ли она славянской или балтской. Киевское Поднепровье в течение нескольких столетий было зоной взаимодействия разных культур. Колочинская культура в Поднепровье сосуществовала с пражской в Правобережье Днепра. На юге в лесостепи сформировалась пеньковская культура, соединившая элементы пражской и кочевнических степных культур. В историографии принято соотносить пражскую культуру со склавинами Иордана, пеньковскую — с антами, колочинскую — с балтами. Археолог В. Д. Баран (1997) соотносил пражскую культуру со склавинами, пеньковскую — с антами, синхронную дзедзицкую культуру VI—VII веков на территории Польши — с венедам. В рамках национально-романтических конструкций периода становления независимых постсоветских государств пражская культура — склавины, пеньковкая культура — анты и колочинская культура — балты рассматриваются как предки соответственно украинцев, русских (при учёте восточных областей) и белорусов. Такой подход, по мнению других учёных, игнорирует дальнейшее развитие культур Поднепровья: формирование лука-райковецкой культуры, наследующей пражской культуре в Правобережье, роменской культуры в Левобережье и единой древнерусской культуры X—XI веков. В рамках этнических реконструкций археолога В. В. Седова к «антской группе» относятся носители пеньковской культуры и выделяемые им «русы» Приднепровья.

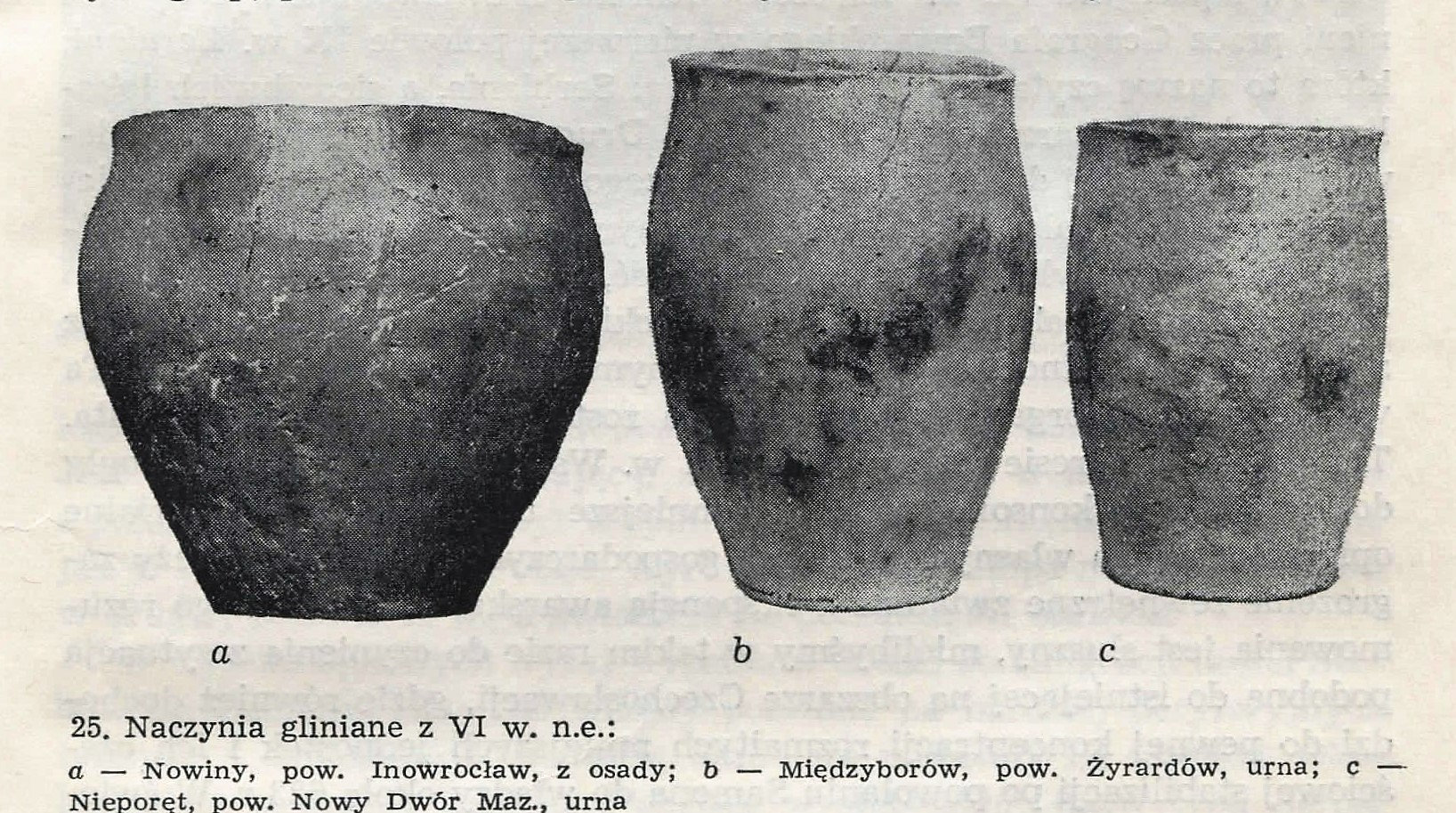
Керамика VI века с территории Польши
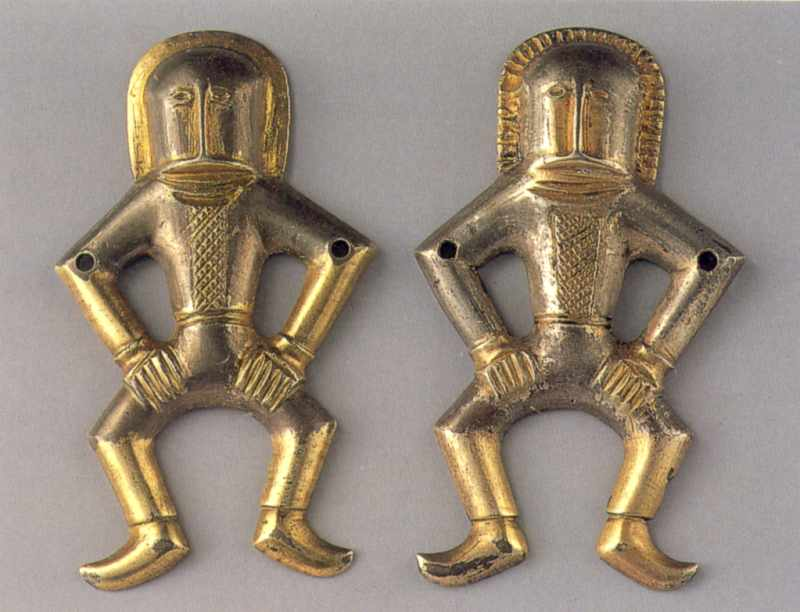
Фигурки из Мартыновского клада на территории современной Украины, VI—VII века
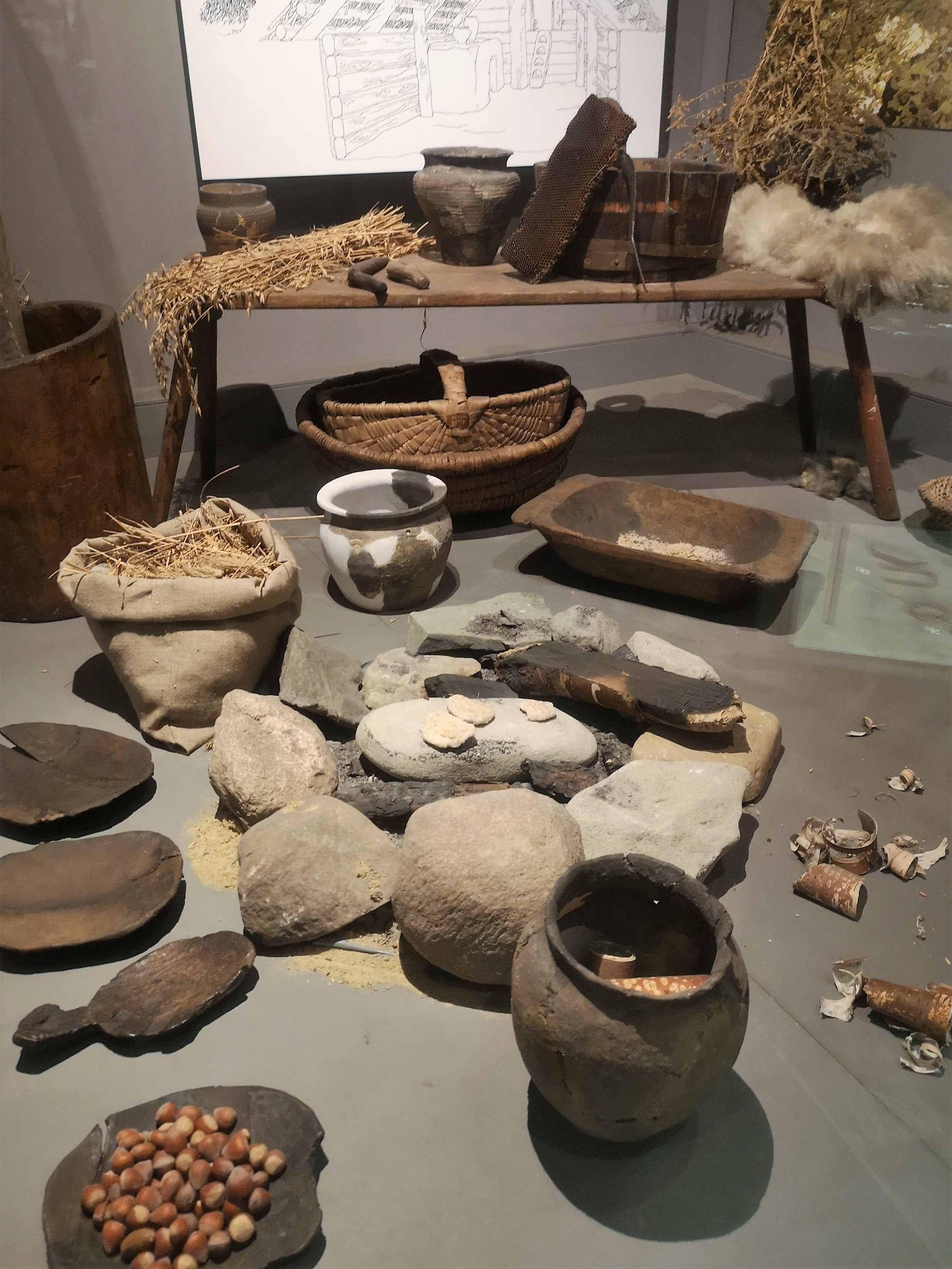
Инвентарь славянской полуземлянки периода расселения
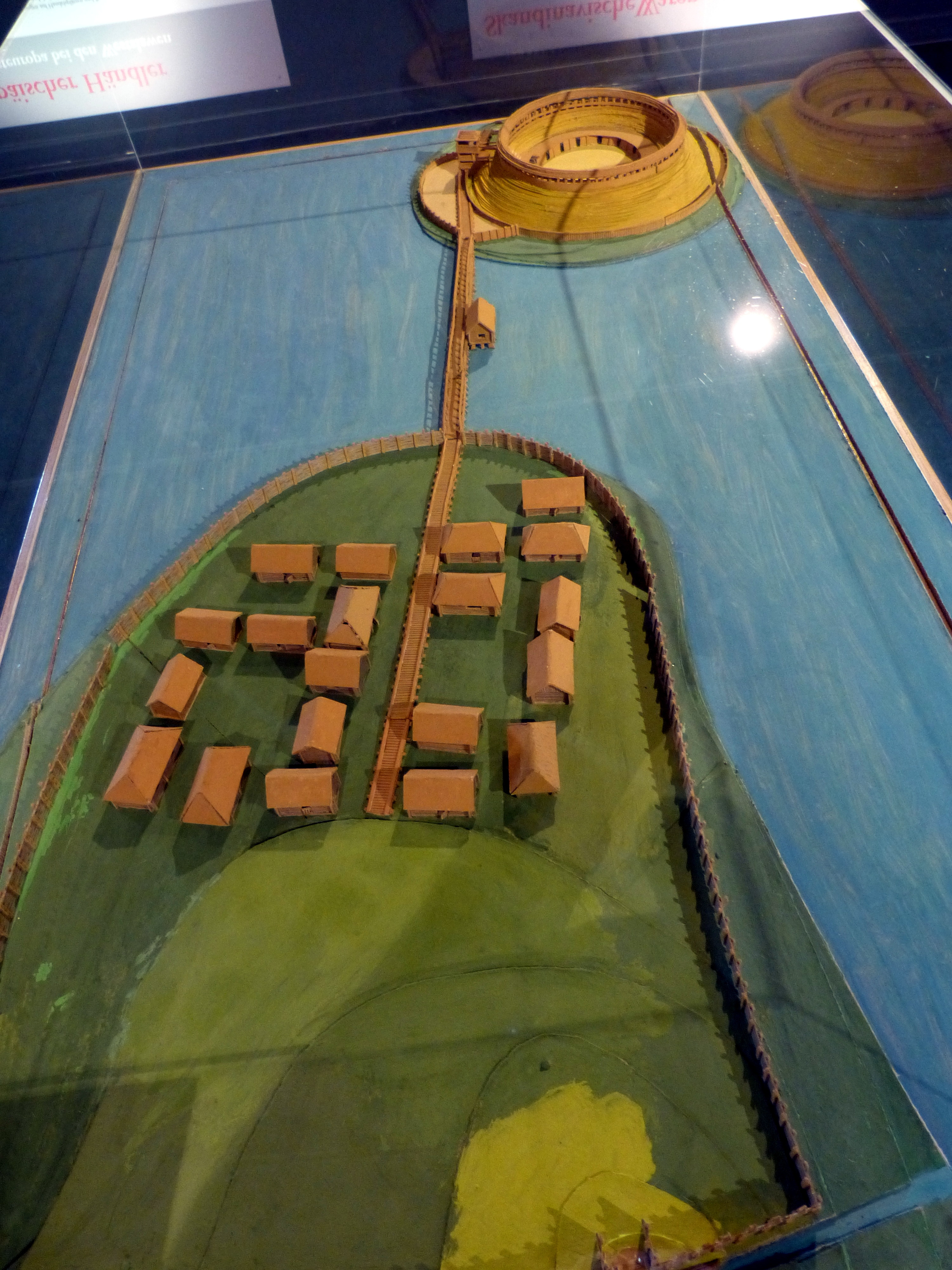
Радоним в 980 году (реконструкция), западнославянский город, существовавший в IX—X веках
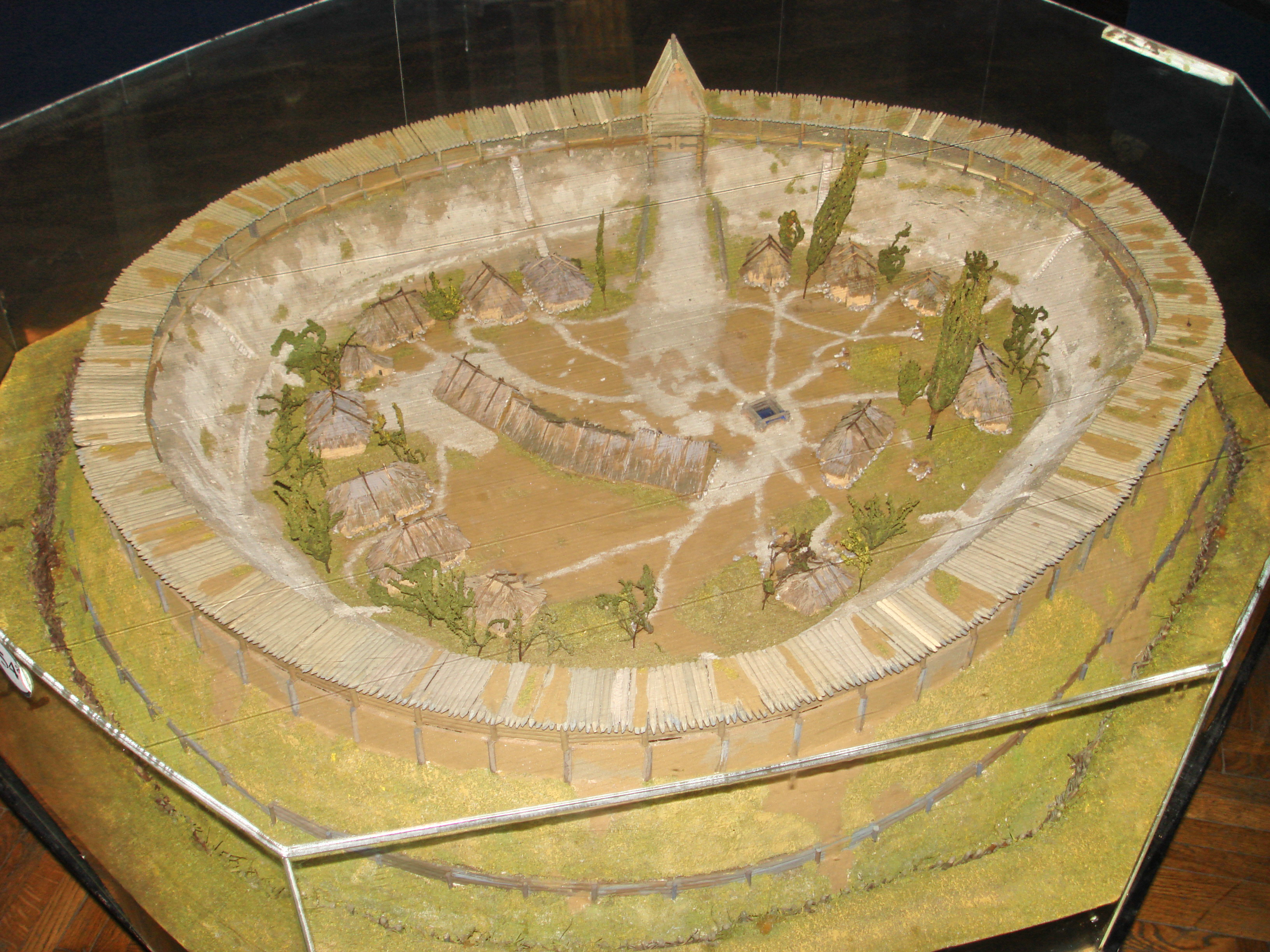
Городище тиверцев Екимауцы на территории современной Молдовы, IX век — первая половина XI века

## Расселение
К VI веку расселились в Восточной Европе и стали известны древним историкам как склавины, а также, предположительно, венеды и анты. В VI веке славянский ареал был рассечён расселившимися из Центральной Азии аварами. В VI—VIII веках происходила славянская колонизация Восточных Альп, до этого заселённых германцами и разнородным романизированным населением. К 692 году относится поход императора Юстиниана II с покорёнными им славянами на арабов. С середины VII—VIII веков усилилось присутствие и расширился ареал славян на востоке и севере (Мартыновский клад, Сахновское городище, роменско-борщёвская культура, культура новгородских сопок). К VIII веку в южной части своего ареала славяне заселили Балканы.
Носители пражской культуры расселились на Балканах через Дунай, переселялись на север, в том числе на Вислу. На Средний Дунай, на территорию Чехии и далее на Эльбу славяне мигрировали не из Польши, а с юго-востока, с территории будущей Моравии и юго-западной Словении. Импульсом славянского расселения стал лимес, укрепленный дунайский рубеж Византии, который славянам не удалось преодолеть в первой половине VI века при Юстиниане.
По мнению историка В. В. Напольских,

…мы можем вести речь не просто о носителях реконструируемого лингвистами славянского праязыка, а можем быть уверены в реальном существовании такой общности (скорее всего, что-то вроде крупного племенного союза), члены которой осознавали своё языковое и этническое единство и отличали себя от соседей, говоривших на других языках. Наличие этнического самосознания у носителей славянского праязыка зафиксировано в древнем их самоназвании словене, то есть «люди слова, люди правильной, понятной речи» — в отличие от соседей на западе, которые говорили непонятно, и потому их называли немьци, то есть «немые, не умеющие говорить». Это название [словене] фиксируется в письменных источниках уже в VI в. и сохраняется как самоназвание в разных вариантах у разных славянских групп (словенцы, словене новгородские и др.).

## Славянские племена

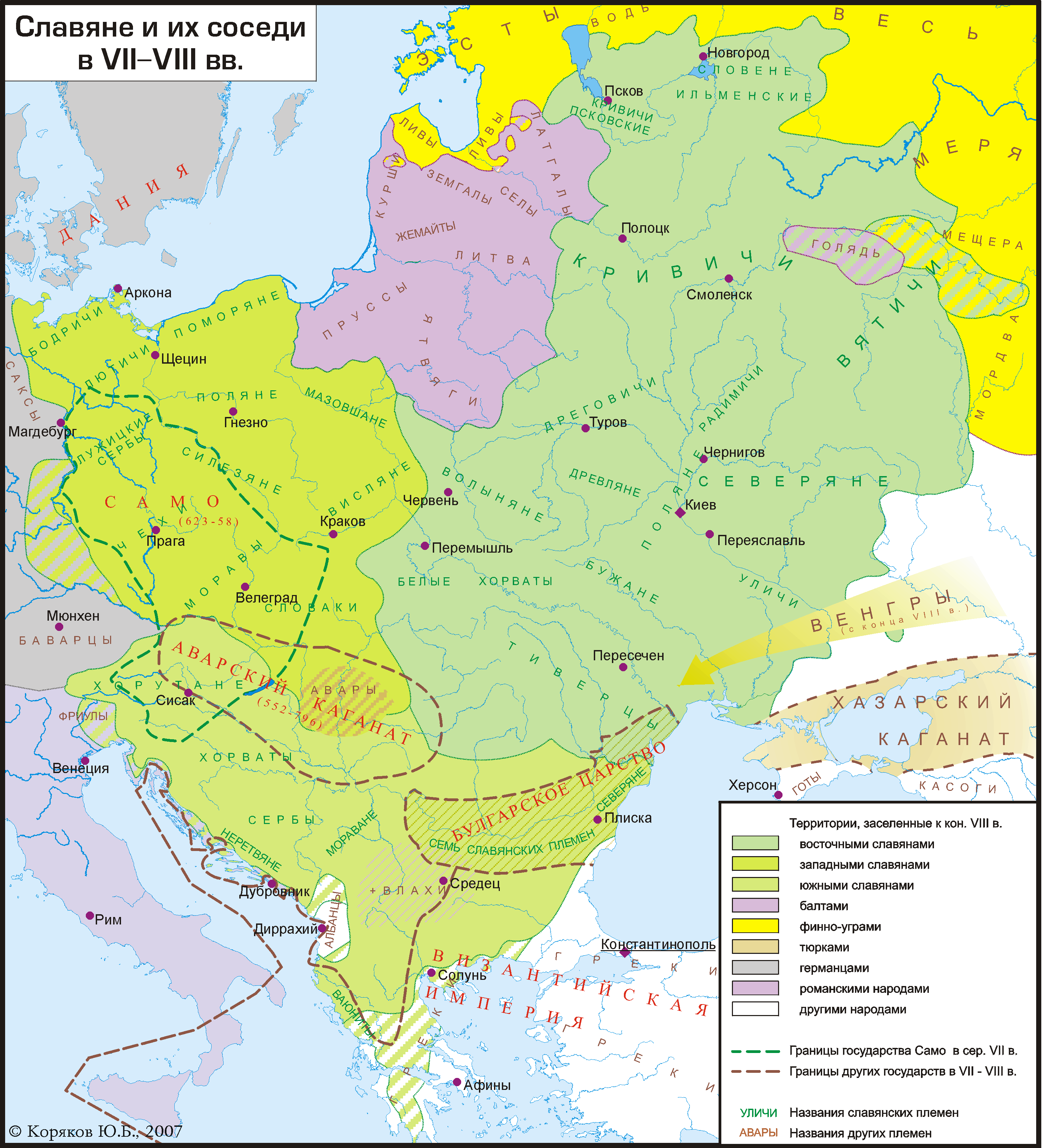
Карта расселения славян в VII—VIII веках

В источниках конца I — первой половины II тысячелетия н. э., отражающих также более ранние реалии, имеются сведения о многочисленных племенах славян в Центральной Европе — группы полабских славян, поморяне, западнославянские поляне, мазовшане, слензане, висляне, лендзяне, чехи, нитряне и др., в Восточной Европе — словене, кривичи, полочане, радимичи, вятичи, дулебы, белые хорваты, волыняне, дреговичи, древляне, восточнославянские поляне, северяне, уличи, тиверцы, и на Балканах — хорваты и сербы, хорутане, мораване и др.

## Государственный период
В VII веке возникают первые достоверно известные славянские государственные образования: Са́мо, Карантания, несколько «славиний» (название объединений славянских племён в византийских источниках) на Балканах. Некоторые группы славян вошли в состав Аварского каганата (562—823), данническую территорию Хазарского каганата (примерно с IX века), Венгрию (около 895—1000). Позднее сформировались крупные государства, в которых славяне составляли большинство населения: Первое Болгарское царство (681—1018), Великая Моравия (822—907), Киевская Русь, государства сербов, хорватов, Пржемысловичей, Пястов и др. Образование разных славянских государств закрепило распад славянской общности.
В Средние века и позднее большая часть славян в бассейне Эльбы и отчасти Одера была ассимилирована немцами. В Западном Подунавье основную часть славян ассимилировали баварцы и австрийцы. На части территории Среднего и Нижнего Подунавья — венгры, румыны, молдаване. В юго-западной части Балкан — греки, албанцы.
В Восточной Европе славянами были ассимилирован ряд балтских и финно-угорских народов, в том числе полностью были ассимилированы голядь, меря, мещера, мурома и др.

## Культура
Традиционная культура славян является типичной для Центральной, Восточной и Юго-Восточной Европы.
Археологические исследования показывают наличие культурно-исторической общности группы памятников пражско-корчакской культуры, которые связаны общими хозяйственными признаками, включая жилище, утварь и т. п., а также общими культурными особенностями, в первую очередь, погребальным обрядом. По этой причине связи этих памятников, особенно в догосударственный период, признаются этническими. В рамках культуры пражского типа выявлены устойчивые традиции домостроительства, производства керамики и др. Культура характеризуется небольшими обычно неукреплёнными поселениями, состоявшими из полуземлянок с печью, сооружённой в углу.
Горшки, имевшие характерные пропорции пражского типа, делались без гончарного круга. Если для германского и кочевнического традиционного жилища центром жилища, как и геометрическим, так и сакральным, выступал открытый очаг, то у славян — угол, располагавшийся напротив печи (в традиционном русском жилище известно название красный угол). Праславянское слово для обозначения дома — *kǫtja — связано со словом «кут», «внутренний угол с печью». На севере ареала древних славян в сырой почве невозможно было создавать полуземлянки, преобладали срубные наземные жилые дома, но и там печь находится в углу. На западе ареала пражской культуры известны очаги, но они также располагались в углу дома.
Для пражской культуры характерными являются не миски, а горшки. Само слово горшок является собственно славянским, в отличие от слова миса, заимствованного из германских языков. Горшки ставились в печь, что сохранилось в традиционной общеславянской культуре, в которой горшок является одним из наиболее ритуализованных предметов, который, как и печь, связан с культом предков. Эта связь рассматривается как праславянская, поскольку в погребальном обряде пражской культуры преобладает кремация, кости закапывали в ямку или собирали в горшок-урну, понимаемые как новое, вечное тело погребённого предка. Горшок с его горлом, плечиками, туловом в русском языке представлен как антропоморфный. Возникает обычай насыпания над погребением кургана, что отличает пражскую культуру от предшествующих ей культур полей погребений. предполагается, что надгробные памятники были нужны для переселенцев, демонстрировавших, что они и их предки владеют недавно освоенными землями. Эти связи, демонстрирующие не только наличие единой материальной культуры, но и признаки духовной общности, являются отражениями представлений о единстве в сознании носителей пражской культуры, которое считается конструирующим в сложении этноса.
Имело место определяющее влияние позднеримской, византийской провинциальной культуры на формирование славянской общности. Внутренние связи пражской культуры сопровождались внешним, позднеримским и византийским, влиянием. Ещё Любором Нидерле было показано, что характерные для славян горшки, имеющие волнистый орнамент и височные кольца S-видной формы, восходят к провинциально-римским предметам. Применение римских мер жидких и сыпучих тел сохранилось при создании керамики пражского типа. Римское культурное влияние заметно по всей периферии империи, однако в Восточной Европе привело к созданию специфической формы горшков пражского типа, что свидетельствует о самостоятельности внутренних связей этой культуры. Отмечается восприятие в праславянский период и других элементов позднеримской культуры, включая обозначения предметов вооружения («секира», «щит») и наименования календарных праздников (происхождение слов «коляда», «купала», «русалии»).
Металлический инвентарь пражской культуры включает поясные наборы и украшения, заметны серии подражаний предметам провинциально-римской культуры, также распространяющиеся по всему ареалу пражской культуры и шире — в зоне средневекового славянского расселения вплоть до земель Верхнего Поднепровья и Поволжья, что свидетельствует об активности речных коммуникаций в лесной полосе Восточной Европы в эпоху великого переселения народов. Получившие распространение в этих пределах украшения в виде трапециевидных привесок стали характерными для культуры длинных курганов, обычно связываемой с кривичами.
Характерным элементом женского славянского костюма VI—VII веков были пальчатые застежки-фибулы, предположительно, заимствованные у готов, проживавших в дунайских и крымских регионах Византии. Их находки известны в Подунавье, где располагался ареал пражской культуры, а также на востоке вплоть до Среднего Поднепровья, и на отдалённой периферии балто-славянского мира, на землях Южной Прибалтики, на Оке, на южных территориях — на Балканах вплоть до Малой Азии. Эта деталь костюма также имела у славян общие особенности. Если германскими женщинами застежки носились парами и могли скреплять бретели юбки и др., то славянский женский костюм был представлен рубахой, и включал только одну застежку. Й. Вернером эта особенность была показана для праславянского периода, Г. Ф. Корзухиной — для древнерусской культуры. Другой характерной деталью славянского женского костюма в течение Средних веков были височные кольца, которые вплетались в волосы или крепились к венцу у виска, реже носились в качестве серьг. Женщины пражской культуры носили височные кольца, имевшие эсовидную форму, которые имели распространение от Среднего Дуная до Балтики и Среднего Поднепровья. Отдельные находки происходят из Волго-Окского междуречья. В. Н. Топоров писал об исключительной проницаемости пространства между Дунаем и Балтикой, свидетельством чему является, в частности, проникновение дунайской гидронимии на территорию Литвы.
Дунай стал центром расселения славян и к югу, и к северу уже начиная с VI века, что отражено в «Повести временных лет» и подтверждается данными археологии. Находки дунайского происхождения охватывают весь балто-славянский ареал и в целом Восточную Европу. Присутствует «симметричность» в названиях славянских племен (сербов, хорватов, кривичей) по обе стороны Дуная. Дунай периода славянского этногенеза был «естественным рубежом» и контактной зоной, в которой передавались культурные элементы, формировавшие новую культуру, основанную на ряде избираемых компонентов. Культурная антропология называет данный культурный механизм «бриколажем», «игрой с отскоком»; подобный механизм применялся также при создании летописного повествования.

### Славянские языки
Славянские языки представляют собой ветвь (группу) индоевропейской семьи языков. В рамках индоевропейской языковой семьи славянские языки имеют наибольшее число общих древних черт с балтийскими языками, поэтому учёные предполагают существование общего балтославянского этапа в развитии данных двух индоевропейских диалектных групп.
Ряд заимствований в праславянском языке произошёл в результате его контактов с германскими, кельтскими, иранскими и другими индоевропейскими диалектами. Позднее в отдельные славянские языки обогатились заимствованиями из различных языков. Германские языки влияли на славянские начиная со Средних веков. В наибольшей степени влияние оказал немецкий язык, особенно на западнославянские языки. Тюркские и другие восточные языки — в основном на южнославянские и восточнославянские языки. Финно-угорские языки — на восточнославянские языки. Новогреческий, албанский, румынский — на славянские языки балканского региона; румынский и венгерский — на славянские языки карпатского и соседних с ним регионов. Культурные контакты повлияли на заимствования в ряде славянских языков из древнегреческого, латинского, французского языков. В новейшее время все славянские языки испытывают влияние английского языка.
Влияние славянских языков на соседние языки идёт ещё с праславянского периода и представлено в основном в местной топонимике. Наиболее сильно прослеживается оно в румынском и венгерском языке. Корни некоторых праславянских металлургических терминов схожи с прагерманскими, что, возможно, обусловлено перениманием техники железоделательного искусства (прагерм. *swerð(a)- «меч», ← нем. Schwert, ср. праслав. *svьrdьlъ «сверло», прагерм. *ùhwn → нем. Ofen, ср. праслав. *vygnь «кузница»).

### Мифология и религия

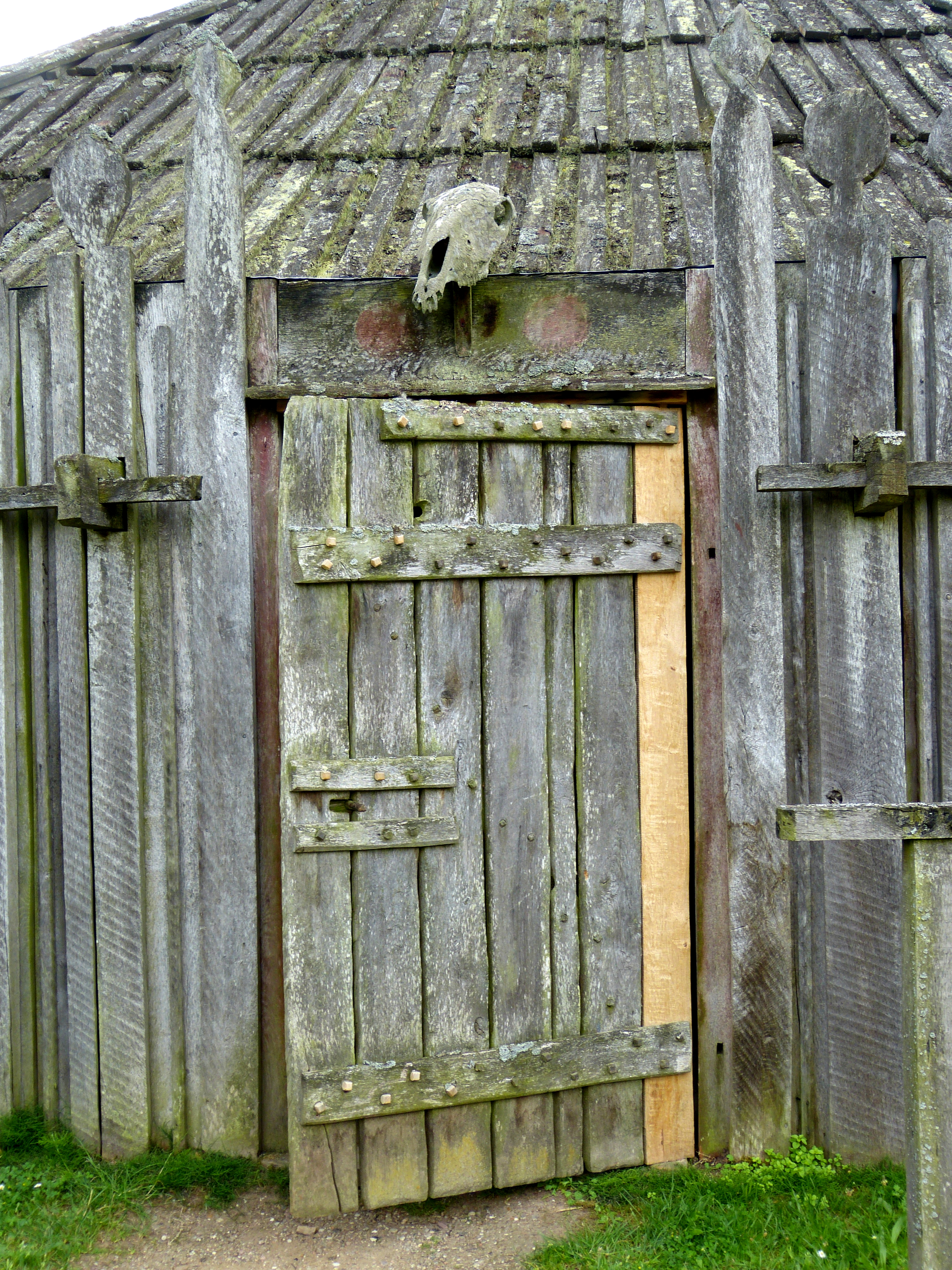
Реконструкция славянского святилища (вход), Радоним, IX—X века, нынешняя Германия

Славянская мифология формировались на протяжении долгого периода в процессе выделения древних славян из индоевропейской общности народов во 2-м — 1-м тысячелетии до н. э. и взаимодействия с мифологией и религией соседних народов. Поэтому в славянской мифологии имеется значительный индоевропейский пласт. Предполагается, что к нему относятся образы бога грозы и боевой дружины (Перун), бога скота и потустороннего мира (Велес), элементы образов близнечного божества (Ярило и Ярилиха, Иван-да-марья) и божества Неба-Отца (Стрибог). Также индоевропейскими по сути являются такие образы, как Мать Сыра-Земля, связанная с ней богиня ткачества и прядения (Мокошь), солнечное божество (Дажьбог), и некоторые другие. Собственно славянские мифологические повествования не сохранились: религиозно-мифологическая целостность славян была разрушена в период их христианизации. Высшая мифология древних славян известна фрагментарно. Больше сведений имеется по низшей мифологии.
Прокопий Кесарийский (VI век) писал о жертвоприношениях верховному богу славян — громовержцу, речным духам (названным им «нимфами») и др. Русско-византийские договоры X века упоминают дружинного бога Перуна и «скотьего бога» Волоса. «Повесть временных лет» (начало XI века) под 980 годом называет несколько богов, идолы которых были поставлены в Киеве князем Владимиром Святославичем: Перун, Хорс, Дажьбог, Стрибог, Симаргл, Мокошь. Западно-европейские авторы XI—XII веков подробно описывали святилища и культы Радегаста (Сварожича) в Ретре, Святовита (Свентовита) в Арконе, Триглава в Щецине, Чернобога, святилище в Волине и др. Ряд исследователей рассматривают некоторые восточно-европейские археологические памятники как славянские языческие святилища (Перынь, комплекс близ места находки Збручского идола и др.), однако это отождествление не является бесспорным.
Между VI и X веками большая часть славян приняла христианство: восточные и юго-восточные по Византийскому обряду, а Западные и Юго-Западные по Римскому обряду.
Славянское язычество дошло до наших дней в «христианизированном» виде. После христианизации старые верования сохранялись в культуре славян в культе предков и веры в низших духов: домовых, леших, русалок и др. Большое число дохристианских элементов сохранялось в славянских календарных обрядах и обрядах жизненного цикла.

### Письменность и литература

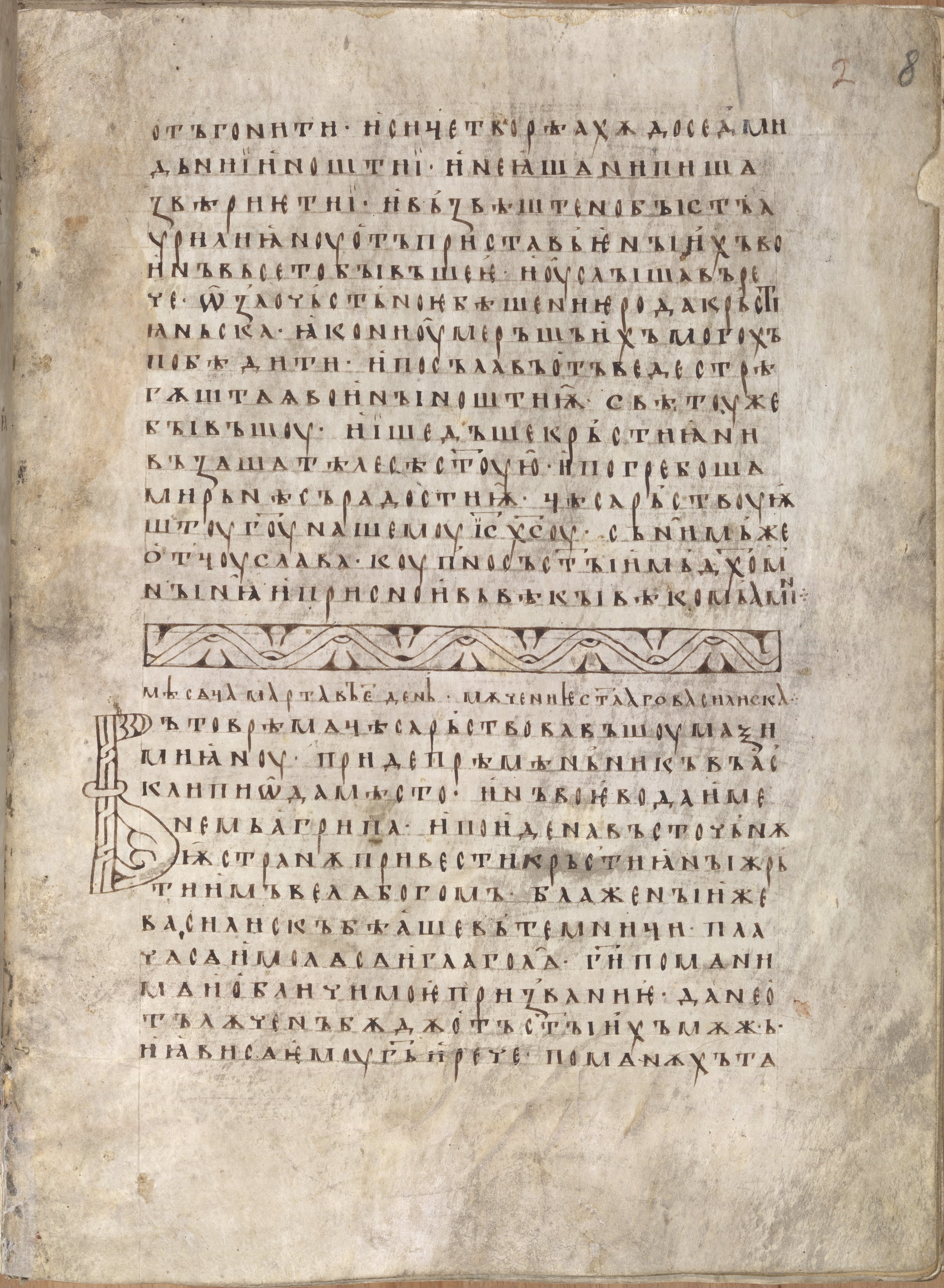
Супрасльская рукопись, XI век

Достоверно существовавших азбук у славян было три: глаголица, кириллица и латиница.
Первые памятники славянской письменности были созданы в 860-х годах. Ими стали переводы богослужебных и некоторых других текстов с греческого и иногда с латинского языков, связанные с деятельностью Кирилла и Мефодия, греков-миссионеров, для нужд христианского богослужения в Моравии создавших на базе южномакедонского диалекта особый письменный язык, в дальнейшем получивший название старославянский язык. Первым славянским алфавитом стала глаголица, применявшаяся в Моравии и Чехии до конца XI века, в Хорватии — до конца XVIII века. В X—XI веках в Восточной Болгарии глаголицу сменила кириллица, получившая распространение в Болгарии, Сербии, Боснии и на Руси.
Более поздний этап развития старославянского называется церковнославянский язык. Он использовался в качестве литературного языком православными славянами вплоть до XVIII—XIX веков. Православные славяне в период с IX века до начала Нового времени образовывали так называемую Slavia Orthodoxa (современный термин), литературную общность, существовавшую в условиях единой языковой среды (церковнославянский язык, его изводы, а также близкие к ним национальные литературные языки) и обладавшую единым литературным фондом. Имела тесную связь с византийской литературной традицией. Графические средства церковнославянского языка также использовались для записи нелитературных текстов, таких как русские берестяные грамоты (с XI века). В X—XI веках появляются первые известные славянские письменные тексты на латинице — Фрейзингенские отрывки, которые исследователи считают старейшим памятником словенского языка.